# Christoph von Mettenheim
Christoph von Mettenheim (* 19. April 1943 in Potsdam) ist ein deutscher Rechtsanwalt und Wissenschaftstheoretiker und war seit 1989 bis zu seiner Pensionierung als Rechtsanwalt beim deutschen Bundesgerichtshof in Karlsruhe zugelassen.

## Leben
Seine Eltern waren Heinrich von Mettenheim und Lili Kohlrausch, Tochter des Juristen Eduard Kohlrausch und der Helene Carl (1877–1971). Sein Großvater war Friedrich von Mettenheim, der Urgroßvater Carl von Mettenheimer. Dessen Nachfahren nannten sich mit meckl.-schwerin. Genehmigung seit 1914 von Mettenheim.
Nach Schulausbildung in Deutschland und England begann Mettenheim ein Studium der Rechtswissenschaften in Heidelberg, wo er 1962 Mitglied des Corps Vandalo-Guestphalia wurde, und Frankfurt, was er 1966 mit dem Staatsexamen beendete. Er wurde in zum Dr. jur. promoviert und schloss dann mit dem Assessorexamen seinen Referendardienst ab. Darauf folgte von 1969/70 ein Aufbaustudium u. a. bei Karl Popper an der London School of Economics. Seit 1970 Rechtsanwalt in Frankfurt, seit 1980 auch Notar, seit 1989 Rechtsanwalt beim deutschen Bundesgerichtshof, Karlsruhe.

## Familie
Christoph von Mettenheim war zweimal verheiratet, die erste Ehe mit Marita Kraft wurde 1975 geschieden. Die zweite Ehe schloss er in Ulm mit Gabriele Nübling, sie haben eine Tochter und zwei Söhne.

## Arbeit als Jurist
Mettenheim publizierte umfangreich auf dem Gebiet des Prozessrechts und war u. a. Mitautor eines der bedeutendsten Kommentare zum deutschen Bürgerlichen Recht, des Münchener Kommentars zum BGB.

## Schaffen als Wissenschaftstheoretiker
Mettenheim ist nicht nur Jurist und arbeitet und publiziert neben dem Beruf des Rechtsanwalts seit 1966 auch auf dem Gebiet der Wissenschaftstheorie. Er stand Karl Popper nahe und sieht sich als dessen Schüler in der Tradition der Kantschen Theorie. Ausgehend von Poppers Wissenschaftstheorie und Alfred Tarskis Theorie der Logik befassen sich seine wissenschaftstheoretischen Abhandlungen mit der Anwendung der Popperschen Theorie auf die Rechtswissenschaft und (seit 1998) auf die theoretische Physik.

## Werke
Veröffentlichungen zur Rechtswissenschaft:
- Der Grundsatz der Prozessökonomie im Zivilprozess (Berlin 1970).
- Kant, die Moral und die Reform der ZPO, NJW 2004, S. 1511.
- Koautor: Münchner Kommentar zur ZPO, 3. Auflage, München 2008.
- Diverse Aufsätze und Urteilsanmerkungen.

Veröffentlichungen zur juristischen Wissenschaftstheorie:
- Recht und Rationalität (1984) ISBN 3-16-944727-0.
- The Problem of Objectivity in Law and Ethics, In: Ian Jarvie, Sandra Pralong Hrsg. Popper´s Open Society After 50 Years. 1999, ISBN 0-415-16502-4.

Veröffentlichungen zur Theorie der Naturwissenschaften:
- Popper versus Einstein (1998) ISBN 3-16-146910-0.[4]
- Albert Einstein oder: Der Irrtum eines Jahrhunderts (2009) ISBN 978-3-8370-3361-8.
- The Oscillation Project with Emulsion-Tracking Apparatus (OPERA) Experiment: An Argument for Superluminal Velocities?, Physics Essays, Band 25 (2012), S. 397.
- Einstein, Popper and the Crisis of Theoretical Physics (2015), ISBN 978-3-7323-7897-5.

## Genealogie
- Walter von Hueck, Erik Amburger, Friedrich Wilhelm Euler, Johann Georg von Rappard, Detlev Schwennicke, u. a. : Genealogisches Handbuch der Adeligen Häuser. B (Briefadel). 1986. Band XVII, Band 89 der Gesamtreihe GHdA, Hrsg. Deutsches Adelsarchiv, C. A. Starke, Limburg (Lahn) 1986, S. 245 ff.